# De Bundertjes
De Bundertjes is de naam van een natuur- en wandelgebied in Helmond Noord in de Nederlandse provincie Noord-Brabant. Het ligt ten oosten van de vroegere loop van de Zuid-Willemsvaart. Men spreekt ook wel van 'de Wissen', een naam die naar de voormalige wilgengrienden ter plaatse verwijst.
De omstreeks 100 hectare grote groenzone bestaat uit moerasbos met griendhout, weilandjes, rietveldjes, ruigten, oude beeklopen, een ijsbaantje, volkstuinen en een biologische zorgtuinderij. Vroeger lagen hier vooral moerassige beemden en eeuwsels langs de beek. In het zuidelijke deel bevinden zich de Binderse grachten, het Kapelleke van Binderen en het Jan Visser museum. Natuurtuin de Robbert is een 1,5 hectare groot gebied midden in De Bundertjes. Het wordt ten behoeve van onderzoek en educatie door vrijwilligers in stand gehouden als voorbeeld van vochtige beekdalnatuur. De tuin is beperkt toegankelijk.
Door het gebied meandert de Gulden Aa, een herstelde loop van de Aa. De drie kilometer lange beek werd in de jaren 1990 opnieuw uitgegraven. Er werd toen 12.000 ton door lozingen van de Helmondse textielindustrie vervuilde grond en slib afgevoerd, maar in 2016 bleek de bodem in het natuurgebied aan weerszijden van de beek nog steeds vervuild.